# Yukarıkaradere, Bahçe
Yukarıkaradere là một xã thuộc huyện Bahçe, tỉnh Osmaniye, Thổ Nhĩ Kỳ. Dân số thời điểm năm 2010 là 1315 người.